# Inmigración escandinava en Venezuela
Difícilmente se puede establecer una fecha de inicio de la inmigración escandinava en Venezuela y la condición o estatus de los descendientes de escandinavos en Venezuela. Lo que sí se puede reconocer es que a finales del siglo XIX y la primera mitad del siglo XX, un buen número de ellos fueron misioneros o emisarios protestantes en algunas ciudades importantes del país, como Maracaibo, San Cristóbal, Rubio, Barquisimeto, Aragua, Guarico.

## Intento de colonización sueca en el Esequibo
En el siglo XVIII, hubo un intento de colonización sueca entre el Bajo Orinoco y el Río Barima en el norte de Barima del actual Esequibo (territorio que en la actualidad es reclamado por Venezuela y Guyana). En 1732, se documenta que ya estaban establecidos y adueñados de la zona de Barima hasta el puesto de Wacquepo, y fueron expulsados por las tropas del sargento mayor Carlos Francisco Francois Sucre y Pardo en 1737. Por otro lado, el botánico Pehr Löfling fue uno de los primeros escandinavos en recorrer parte del territorio venezolano en comisión de la Corona Española para aquellos tiempos. Para 1843 y 1874, se estima la presencia de algunos humildes suecos y noruegos. en la región central del país.

## La Misión Alianza Escandinava en Venezuela: un legado educacional

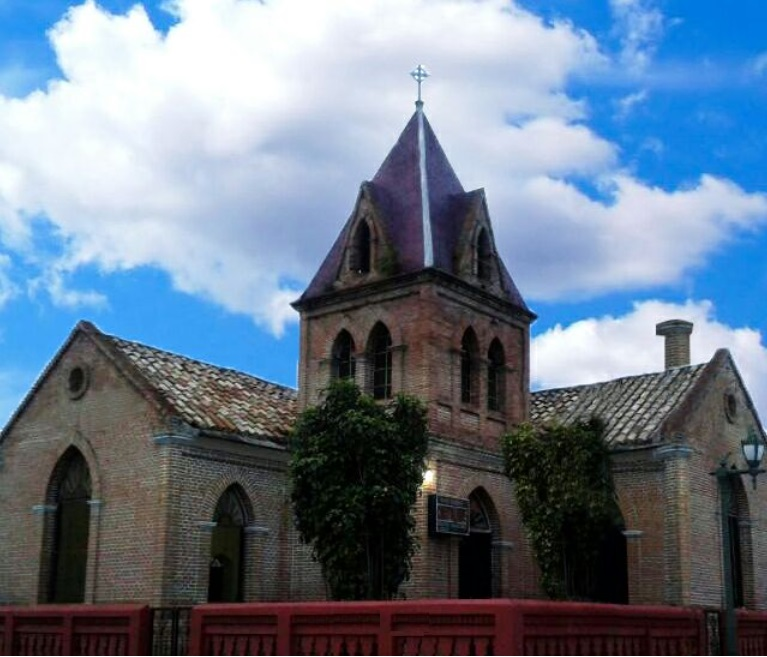
Arquitectura nórdica de la Iglesia Evangélica Cristo Vive en Rubio, mejor conocida como la iglesia de la Cruz Celta.

En 1906, aunque no fue un proceso de colonización ni de inmigración sistemática, un grupo de escandinavos llegaron a Venezuela a inicios del siglo XX. Escandinavos de nacimiento, por cultura y de ascendencia, que habían emigrado a Estados Unidos, pero a los pocos años asentados allá, tomaron la iniciativa de establecerse en Venezuela como obreros religiosos y educadores. Los mismos fueron misioneros protestantes de la Misión Alianza Escandinava que se estableció en las ciudades de Maracaibo y Rubio. Como mínimo, cada grupo familiar permaneció entre 10 a 20 años en Venezuela antes de radicarse en forma definitiva en los Estados Unidos, como lo hicieron las familias Bach-Anderson, Christiansen-Gundersen, Eikland-Undheim y Holmberg-Noren, entre otros particulares que realizaron labores educativas en la región. Fueron pioneros en el establecimiento de escuela privada de modelo estadounidense: con gran énfasis en la enseñanza de inglés y comercio, el Colegio Evangélico Americano, modelo que fue propulsor de la Christiansen Academy clausurado en el año 2001; así como también el Colegio Juan Christiansen. Los Christiansen-Gundersen, junto con el apoyo de los Holmberg-Noren, levantaron en 1917 la primera iglesia de Rubio sin ningún tipo de apoyo del Estado Venezolano ni de la localidad, muy contrario a la iglesia católica en dicha ciudad: la cual sí requirió de apoyo del Estado. Inclusive, la iglesia evangélica se estableció mucho antes que existiera presencia católica en la localidad. A la actividad proselitista se les unió la familia Eikland-Undheim de Noruega, antes de estos últimos emprender en Cúcuta. La Iglesia Evangélica Cristo Vive es una remembranza de la Iglesia Evangélica Alemana de Fargo, Dakota del Norte o la Iglesia Luterana de Hadbjerg, Dinamarca, país de donde J. Christiansen era oriundo. Este grupo de congregaciones hoy día forma parte de la Organización Venezolana de Iglesias Cristianas Evangélicas (OVICE).
En Maracaibo, la Misión Alianza Escandinava (MAE) estableció un colegio con las mismas características de la que se desarrolló en Rubio. Levi Hagberg fundó el Colegio El Libertador en 1919, con las mismas características de un High School donde se impartía 8 años de escolaridad, luego llamado Colegio Evangélico Peniel; también contó con maestras estadounidenses de ascendencia escandinava, como lo fue la sueca-estadounidense Astrid Erickson, quien permaneció en Venezuela hasta la fecha de su muerte, habiendo estado al servicio por más de 25 años.

### Christiansen Academy
La Christiansen Academy había sido un colegio internado privado al estilo estadounidense que proporcionó formación educativa desde el pre-escolar hasta la secundaria. Fue operado por la Misión Alianza Evangélica (antes Misión Alianza Escandinava). La escuela impartió sus clases fundamentalmente en inglés, siendo el castellano una asignatura de la malla curricular.
No debe confundirse con el Colegio Evangélico Americano (1913), ni con el Colegio Privado Juan Christiansen (2011). El apellido «Christiansen» se ha empleado para memorar la labor que él mismo, junto a su esposa Anna Gundersen Hansen y las maestras escandinavas Huldah Magnuson y Hanna Fex realizaron en Táchira.

## La Iglesia Evangélica Libre Sueca: el protestantismo temprano en los Estados Centrales
El primer enviado de la fe protestante en Aragua fue el sueco-estadounidense David Edward Finstrom de la Iglesia Evangélica Libre Sueca de Kerkhoven. Este grupo religioso no guarda ningún tipo de relación con la Misión Alianza Escandinava que hizo presencia en la Región Sur Occidental, la Región Zuliana y el resto de los Estados Andinos de Venezuela. Fue enviado en 1898 a Venezuela por una asociación de Londres, aunque dicho respaldo duró poco tiempo. Al retornar nuevamente a tierras aragüeñas por segunda vez, en dicha oportunidad lo hizo junto a su esposa Carrie Falk, natural de Dalarna, Suecia. Se establecieron en La Victoria, Aragua y fundaron Ebenezer. También, levantaron una capilla en la Colonia Tovar conocida como Emmanuel, (Gott Mit Uns). Otros suecos residentes de Estados Unidos también realizaron labores similares en los estados Aragua, Carabobo, Guárico. A partir de 1965, se levanta la obra de la Iglesia Gigal, con el apoyo de Wilford Anderson y Alford Bjurlin. En el presente, este grupo de iglesias son conocidas como la «Asociación de Iglesias Evangélicas Libres» (ADIEL). La gran mayoría de ellos retornaron a Estados Unidos.

### Los Olson: de bautistas suecos a pentecostales venezolanos
A inicios de la década de 1940, se estableció en Barquisimeto una familia misionera perteneciente a la Iglesia Bautista Sueca de Estados Unidos. Se trata de Ingve Olson. Se unió al trabajo que lideraba la familia alemana-estadounidense Bender-Schwager Kopittke de las Asambleas de Dios. Pronto se establecieron en Caracas, donde constituyeron la congregación reconocida Iglesia Pentecostal Las Acasias.

## La colonia Chirgua: un rotundo fracaso

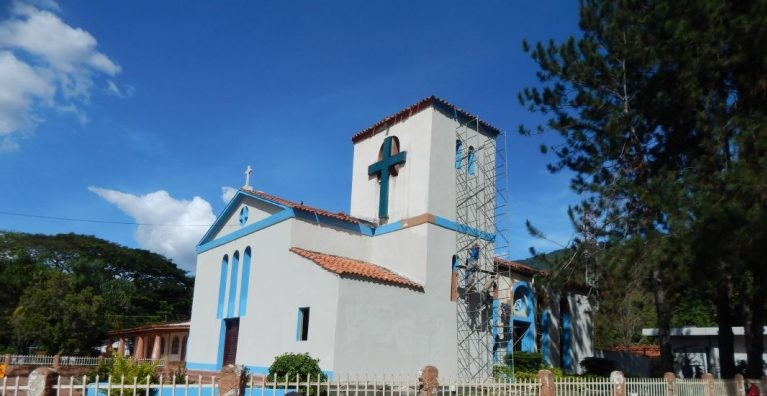
Antigua Iglesia Evangélica Luterana Danesa en Chirgua. Fue construida en 1937. A la salida de los daneses, la iglesia fue cedida a los católicos.

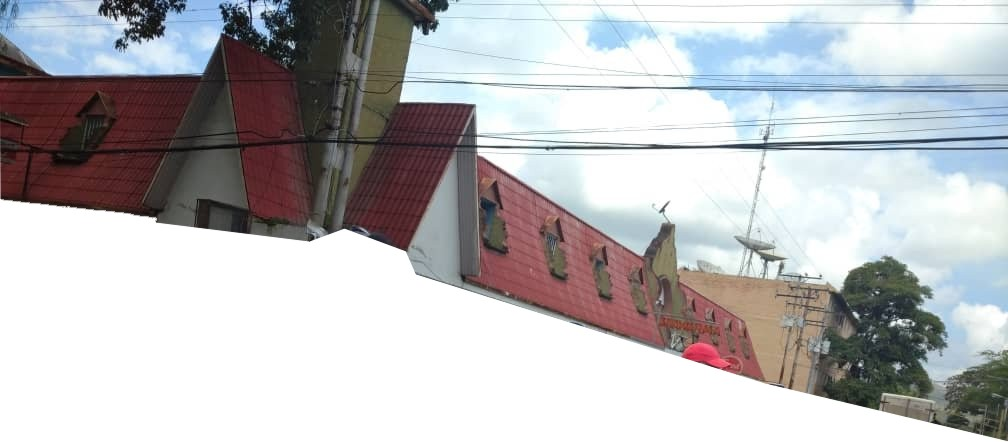
Remembranza de arquitectura danesa en Bejuma

En 1938, el entonces presidente de Venezuela Eleazar López Contreras estimuló el establecimiento de 40 familias danesas en Chirgua, Carabobo. Eso fue un intento de colonización agrícola en el cual se organizó el traslado de familias de Dinamarca. Sin embargo, el proyecto fue un rotundo fracaso, y 38 de las 40 familias que llegaron al país fueron deportados a Dinamarca en 1940. Solamente 2 familias y algunos solteros decidieron quedarse en Venezuela, estableciendo familias en la región en la capital del estado Carabobo.

## En la diáspora de posguerra
En 1950, Arturo Uslar Pietri (quien fungía como representante de Venezuela ante Noruega, Suecia y Dinamarca) dio pie a la creación de un Comité en Inmigración Infantil en Caracas; en ese año, hubo más de 200 solicitudes de familias caraqueñas para adoptar estos infantes huérfanos como consecuencia de la Segunda Guerra Mundial.
En décadas más recientes, petroleros noruegos de la empresa Norsk Hydro  tuvieron su representación en Venezuela, por medio de convenios.

## Venezolanos de origen escandinavo
- Eva Ekvall: Miss Venezuela 2000.
- Eva Lisa Ljung: nacida en Malmö, Suecia, pero criada en Barquisimeto; fue Miss Venezuela en 1989.
- Peter Bastiansen: empresario y político del Partido Comunista de Noruega. Inversionista y accionista de Savoy.[39][40]
- Thor Halvorssen Mendoza: activista de derechos humanos.
- Thor Halvorssen Hellum: empresario; llegó a ser presidente de CANTV. Estuvo detenido por los Atentados de Caracas de 1993. Días más tarde, se comprobó su inocencia.
- Marelisa Gibson Villegas: modelo y Miss Venezuela 2009.[41]
- Omar Rudberg: Actor y cantante
- Jon Sjöstrand: natural de Suecia, capitán de Puerto Cabello, amigo de Cipriano Castro.[42]
- Juan Sjöstrand H.: capitán de Corbeta en 1947;[43] hijo de Jon Sjöstrand, quien ocupó cargos de importancia en la Armada de la época.
- Ingve Olson: cofundador de la primera Asambleas de Dios en Venezuela. Pastor de la Iglesia Las Acasias de Caracas. Al morir, sus restos fueron trasladados y sepultados en Venezuela, como fue su deseo.
- Johann Christiansen Christensen: danés; fundador, junto a Huldah Magnuson, del primer Colegio Evangélico Americano en Rubio, en 1913.